# The Shakiest Gun in the West
The Shakiest Gun in the West je američka vestern komedija iz 1968. godine u kojoj glavnu ulogu tumači Don Knotts. Film je režirao Alan Rafkin, dok su za scenarij zaslužni Jim Fritzell i Everett Greenbaum. Ovaj film zapravo predstavlja obradu filma koji je 1948. godine nastao pod imenom Paleface a u kojem su glavne uloge tumačili Bob Hope i Jane Russell.

## Radnja
Jesse W. Haywood (Knotts) 1870. godine završava u Filadelfiji školu za stomatologa, nakon čega odlazi na zapad kako bi postao prerijski stomatolog. Kao čovjek koji je navikao na gradske uvjete, on se vrlo teško pronalazi u za njega vrlo neobičnom okruženju i uvjetima. 
U međuvremenu, osuđenoj pljačkašici poštanskih kočija po imenu "Bad Penny" Cushing je ponuđeno pomilovanje, koje može dobiti ako uspije pronaći skupinu krijumčara oružja. Također važno je napomenuti kako je prethodno spomenuta skupina povezana s lokalnim plemenom Indijanaca. Nadalje, u želji da ispuni prethodno spomenute uvjete za pomilovanje, Cushingova prevarom Haywooda uvlači u brak.
Nenamjerno, Haywood, naposljetku, postaje legendarni "Doc the Haywood", tj. nakon što ubije revolveraša poznatog pod imenom "Arnold the Kid". Za kraj potrebno je još napomenuti kako Haywood zapravo samo preuzima zasluge za stvari koje je zapravo postigla Cushingova.

## Glavne uloge
- Don Knotts kao dr. Jesse W. Haywood
- Barbara Rhoades kao Penelope "Bad Penny"
- Jackie Coogan kao Matthew Basch
- Burt Mustin kao stari Artimus
- Don 'Red' Barry kao velečasni Zachary Gant
- Ruth McDevitt kao Olive
- Frank McGrath kao g. Remington
- Terry Wilson kao Welsh
- Carl Ballantine kao Abel Swanson

## Vanjske poveznice
- The Shakiest Gun in the West u internetskoj bazi filmova IMDb-a